# Dypterygia cristifera
Dypterygia cristifera là một loài bướm đêm trong họ Noctuidae.